# Otto I. (Pfalz-Mosbach)

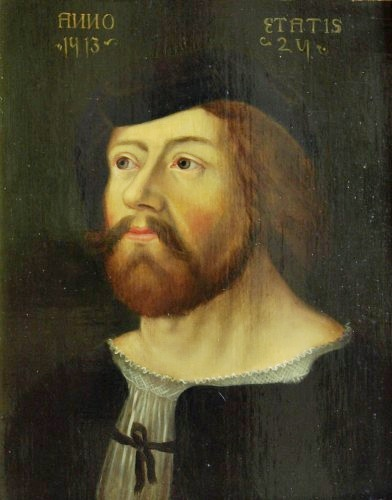
Pfalzgraf Otto I. von Mosbach (1413)

Otto I. von Pfalz-Mosbach (* 24. August 1390 in Mosbach; † 5. Juli 1461 in Reichenbach) war der jüngste Sohn von Kurfürst Ruprecht III., der von 1400 bis 1410 auch römisch-deutscher König war, und Elisabeth von Hohenzollern-Nürnberg.

## Leben
Mit dem Tod seines Vaters im Jahre 1410 kam es zur Teilung der Kurpfalz. Ludwig wurde mit der Kurwürde Haupterbe, Johann erhielt Pfalz-Neumarkt und Stefan Pfalz-Simmern-Zweibrücken. Ottos kleiner und räumlich zerrissener Erbteil bestand größtenteils aus Besitzungen am östlichen Rand der Unterpfalz, so an der Bergstraße (Wiesloch mit seinen Silberbergwerken, Hemsbach, Schriesheim mit der Strahlenburg), am unteren Neckar (Eberbach, Mosbach, Obrigheim und die Minneburg), im Kraichgau (Hilsbach, Sinsheim und Burg Steinsberg) im Odenwald (die Burgen Otzberg und Waldeck) und im Taubertal (Lauda). Daneben fielen ihm auch entferntere Besitzungen zu. So Kaiserswerth am Niederrhein,  Bulach im Schwarzwald mit seinen Silbervorkommen und die Burg Wildberg an der Donau. Otto entschied, seine Residenz in Mosbach zu errichten, das aber noch an Mechthild von Spohnheim, die Witwe des Markgrafen von Baden, verpfändet war und ihm erst mit deren Tod zufiel. Durch die Wahl von Mosbach als Residenz begründete er gleichzeitig das Haus Pfalz-Mosbach. In Mosbach ließ er die dortige Burg zur Residenz ausbauen und später auch die dortige Stiftskirche neu errichten. Unter Ottos Herrschaft entstand vermutlich auch die erste Gutleutanlage in der Stadt. In den ersten Jahren seiner Regentschaft baute Otto seinen Besitz in der Umgebung von Mosbach (dem sogenannten Elzmündungsraum) weiter aus. So erwarb er Güter in bzw. bei Obrigheim (Wormser Hof [1411] und Schollenrainhof [1413 als Pfand]), 1413 die Burg Lohrbach und den Ort Haßmersheim sowie 1422 die Burg Neckarelz.
Nachdem sein Bruder Ludwig III. 1427 schwer krank von einer Pilgerfahrt ins Heilige Land zurückgekehrt war, vertraute dieser bis zu seinem Tod 1436 das tägliche Regierungsgeschäft und die Erziehung seines Sohnes und Nachfolgers Ludwig IV. Otto an. In dieser Zeit entstand 1430 in Schlierbach bei Heidelberg die dortige Gutleuthofkapelle, eine Einrichtung, die Otto aus Mosbach kannte. Im Jahre 1430 heiratete Otto Johanna von Bayern-Landshut (1413–1444), eine Tochter Herzog Heinrichs des Reichen von Bayern-Landshut. Seine Frau wurde nach ihrem frühen Tod 1444 in der Mosbacher Stiftskirche beigesetzt.
Nach dem Tod seines Bruders Ludwig 1436 übernahm er die Vormundschaft über seinen Neffen Ludwig IV. bis zu dessen Volljährigkeit 1442. Als Vertreter der Kurpfalz nahm Otto an den Königswahlen von Albrecht II. 1438 und Friedrich III. 1440 teil. Im Jahre 1448 erlosch mit dem Tod von Ottos Neffen Christoph die Linie Pfalz-Neumarkt und deren Territorium fiel an Otto, der nun auch von Neumarkt aus regierte. Auch der Bruder Stefan hatte 1448 einen Teil von Pfalz-Neumarkt geerbt, verkaufte diesen jedoch an Otto.
Im Jahr 1460  pilgerte Otto dann selbst ins Heilige Land, wie dem Pilgerbericht des Hans Bernhardt von Eptingen zu entnehmen ist. Seine Grabstätte befindet sich im Benediktinerkloster Reichenbach in der Oberpfalz. Dort ist seine Grabplatte erhalten, die liegend vor dem Epitaph seines Sohnes Johann platziert ist.

## Nachkommen aus der Ehe mit Johanna
- Margarethe von Pfalz-Mosbach (1432–1457), verheiratet mit Graf Reinhard III. von Hanau
- Amalie von Pfalz-Mosbach (1433–1483), verheiratet mit Graf Philipp dem Älteren von Rieneck-Grünsfeld, Lauda und Wildenstein
- Otto II. von Pfalz-Mosbach (1435–1499), genannt Mathematicus, Pfalzgraf und Herzog von Pfalz-Mosbach-Neumarkt
- Ruprecht I. von Pfalz-Mosbach (1437–1465), Bischof von Regensburg
- Dorothea von Pfalz-Mosbach (1439–1482), Priorin im Kloster Liebenau
- Albrecht von Pfalz-Mosbach (1440–1506), Bischof von Straßburg
- Anna von Pfalz-Mosbach (* 1441), Priorin im Kloster Himmelskron
- Johann von Pfalz-Mosbach (1443–1486), Kleriker, Dompropst zu Augsburg und Regensburg
- Barbara von Pfalz-Mosbach (1444–1486), Nonne im Kloster Liebenau bei Worms